# Jadsom
Jadsom Meemyas de Oliveira da Silva dit Jadsom, né le 20 mai 2001 à Recife au Brésil, est un footballeur brésilien qui évolue au poste de milieu défensif au Al-Wahda FC.

## Biographie

### Débuts professionnels
Né à Recife au Brésil, Jadsom est formé par le club de sa ville natale, le Sport Recife.
Le 21 février 2019, Jadsom rejoint le Cruzeiro EC pour un contrat de cinq ans.
Il fait sa première apparition dans le championnat du Brésil le 28 juillet 2019 face à l'Athletico Paranaense. Il entre en jeu à la place de Alejandro Cabral et son équipe s'incline par deux buts à zéro.

### RB Bragantino
Le 17 février 2021, Jadsom s'engage en faveur du RB Bragantino pour un contrat courant jusqu'en décembre 2025,.
Le 23 avril 2021, Jadsom fait sa première apparition en Copa Sudamericana face au Deportes Tolima. Il entre en jeu et son équipe s'impose par deux buts à un.
Jadsom inscrit son premier but pour le RB Bragantino le 13 octobre 2021, lors d'une rencontre de championnat face à l'Atlético Clube Goianiense. Titulaire ce jour-là, il donne la victoire à son équipe en inscrivant le seul but de la partie,.
Le 7 avril 2022, Jadsom joue son premier match de Copa Libertadores, contre le Club Nacional. Il est titularisé et son équipe s'impose par deux buts à zéro.